# آلن پواره
آلن پواره (فرانسوی: Alain Poiré‎؛ ‏ ۱۳ فوریهٔ ۱۹۱۷ – ۱۴ ژانویهٔ ۲۰۰۰) تهیه‌کننده فیلم اهل فرانسه بود. وی دانش‌آموختهٔ رشتهٔ حقوق بود و مدتی برای شرکت هاواس کار می‌کرد.
از فیلم‌هایی که او در تهیهٔ آنها نقش داشت، می‌توان به پدر پرافتخار من و اسکار اشاره کرد.